# Arsenuranospatita
L'arsenuranospatita és un mineral de la classe dels arsenats. Rep el seu nom de la seva composició com anàleg amb arsenat de la uranospatita.

## Característiques
L'arsenuranospatita és un arsenat uranil d'alumini amb fórmula química Al(UO₂)₂(AsO₄)₂F(H₂O)₅·15₅H₂O. Cristal·litza en el sistema ortoròmbic formant crostes de cristalls aciculars. La seva duresa a l'escala de Mohs és 2.
Segons la classificació de Nickel-Strunz, l'arsenuranospatita pertany a «08.EB: Uranil fosfats i arsenats, amb ràtio UO₂:RO₄ = 1:1» juntament amb els següents minerals: autunita, heinrichita, kahlerita, novačekita-I, saleeïta, torbernita, uranocircita, uranospinita, xiangjiangita, zeunerita, metarauchita, rauchita, bassetita, lehnerita, metaautunita, metasaleeita, metauranocircita, metauranospinita, metaheinrichita, metakahlerita, metakirchheimerita, metanovačekita, metatorbernita, metazeunerita, przhevalskita, meta-lodevita, abernathyita, chernikovita, meta-ankoleita, natrouranospinita, trögerita, uramphita, uramarsita, threadgoldita, chistyakovaita, uranospatita, vochtenita, coconinoita, ranunculita, triangulita, furongita i sabugalita.

## Formació i jaciments
És un mineral secundari molt rar que es troba en dipòsits d'urani. Sol trobar-se associada a altres minerals com: zeunerita, uranofana, studtita, uranospinita, ianthinita, metakirchheimerita, uranocircita, heinrichita, barita i limonita. Va ser trobada per primera vegada a la mina Sophia, a la vall de Böckelsbach, Wittichen (Selva Negra, Baden-Württemberg, Alemanya). També s'ha trobat arsenuranospatita en altres indrets d'Alemanya, a França, a la República Txeca, al Kazakhstan i a Suïssa.